# Бусловка (ручей)
Бусло́вка (укр. Буслівка) — ручей в Киеве, в местности Бусово поле, левый приток Лыбеди. Протяжённость около 2 км. Притоков не имеет.

## Описание
Начинается недалеко от Печерского моста, далее протекает под улицей Михаила Бойчука, в ложбине между Чёрной горой и Бусовой горой. Пройдя Железнодорожное шоссе и магистральную железную дорогу Киев-Дарница-Нежин/Гребёнка, впадает в Лыбедь.
На всей протяженности ручей взят в коллектор, кроме нескольких десятков метров между Железнодорожным шоссе и железной дорогой.